# Растущее (Крым)
Расту́щее (до 1948 года Ойсунки́; укр. Ростуче, крымскотат. Oysuñki, Ойсунъки) — село в Бахчисарайском районе Республики Крым, в составе Почтовского сельского поселения (согласно административно-территориальному делению Украины — Почтовского поссовета Автономной Республики Крым).

## Современное состояние
В Растущем 5 улиц и переулок, площадь, занимаемая селом, 13,8 гектара, на которой в 122 дворах, по данным сельсовета, на 2009 год, числилось 376 жителей, ранее было одним из отделений совхоза им. Чкалова, в селе действует мечеть.

## Население
| 2001 | 2014 |
| ---- | ---- |
| 363  | ↘356 |

Всеукраинская перепись 2001 года показала следующее распределение по носителям языка:
| Язык             | Число жит. | Процент |
| ---------------- | ---------- | ------- |
| русский          | 211        | 58,13   |
| крымскотатарский | 142        | 39,12   |
| украинский       | 8          | 2,2     |

### Динамика численности
| - 1805 год — 46 чел. - 1864 год — 113 чел. - 1886 год — 135 чел. - 1889 год — 140 чел. - 1892 год — 103 чел. - 1902 год — 122 чел. - 1915 год —173/15 чел. | - 1926 год — 251 чел.. - 1939 год — 328 чел. - 1989 год — 309 чел. - 2001 год — 363 чел. - 2009 год — 376 чел. - 2014 год — 356 чел. |

## География
Село расположено на севере района, на левом берегу реки Альма, в среднем течении. Транспортное сообщение осуществляется по региональной автодороге 35Н-054 Зубакино — Растущее (по украинской классификации — С-0-10216) в 1,2 километрах от шоссе 35Н-019 Новопавловка — Песчаное, в 18 километрах от Чёрного моря. Расстояние до райцентра и Симферополя по шоссе примерно одинаково — около 27 километров и 7 километров до ближайшей железнодорожной станции Почтовая. Соседние сёла: Заветное (2,5 км), Зубакино (менее 1 км), Стальное и Нововасильевка (ок. 3 км). Высота центра села над уровнем моря — 147.

## История
Впервые в доступных источниках селение встречается в Камеральном описании Крыма 1784 года, в котором значится деревня Висетка бакчи-сарайскаго кадылыка Бакче-сарайскаго каймаканства. После присоединения Крыма к России (8) 19 апреля 1783 года, (8) 19 февраля 1784 года, именным указом Екатерины II сенату, на территории бывшего Крымского Ханства была образована Таврическая область и деревня была приписана к Симферопольскому уезду. После Павловских реформ, с 1796 по 1802 год, входила в Акмечетский уезд Новороссийской губернии. По новому административному делению, после создания 8 (20) октября 1802 года Таврической губернии, Ойсунки были включены в состав Актачинской волости Симферопольского уезда.
Согласно Ведомости о всех селениях в Симферопольском уезде состоящих с показанием в которой волости сколько числом дворов и душ… от 9 октября 1805 года, в деревне Ойсунку в 10 дворах числилось 46 жителей, исключительно татар, земли принадлежали некоему капитану Михайлову, а владельцем садов возле деревни, как видно из дела «Комиссии по разбору земельных споров…» 1805 года, был помещик Христовский. На карте генерал-майора Мухина 1817 года почему-то село обозначено как Вейсинки с 14-ю дворами, что, считая (как принято для начала XIX века) по 5 душ на двор, даёт примерное население в 70 человек. В результате реформы административно-территориального деления 1829 года Ойсунки, согласно «Ведомости о казённых волостях Таврической губернии 1829 года», приписали к вновь образованной Яшлавской волости того же уезда. На карте 1836 года в деревне Ойналукъ 7 дворов, а на карте 1842 года деревня фигурирует под двумя названиями: Ойналукъ и впервые как Ойсынки, обозначенная условным знаком «малая деревня», то есть, менее 5 дворов.
В 1860-х годах, после земской реформы Александра II, деревню приписали к Мангушской волости. В «Списке населённых мест Таврической губернии по сведениям 1864 года», составленном по результатам VIII ревизии, в общинной татарской деревне Ойсунки при реке Алме была мечеть, 18 дворов и 113 жителей. По обследованиям профессора А. Н. Козловского начала 1860-х годов, в селении имелись колодцы с пресной водой глубиной 2—4 сажени, а также жители пользовались водой из Альмы. На трехверстовой карте Шуберта 1865—1876 года обозначено 22 двора. На 1886 год в деревне Ой-Сунки, согласно справочнику «Волости и важнѣйшія селенія Европейской Россіи», проживало 135 человек в 25 домохозяйствах, действовала мечеть. В «Памятной книге Таврической губернии 1889 года», составленной по результатам Х ревизии 1887 года, в деревне записано 32 двора и 140 жителей.

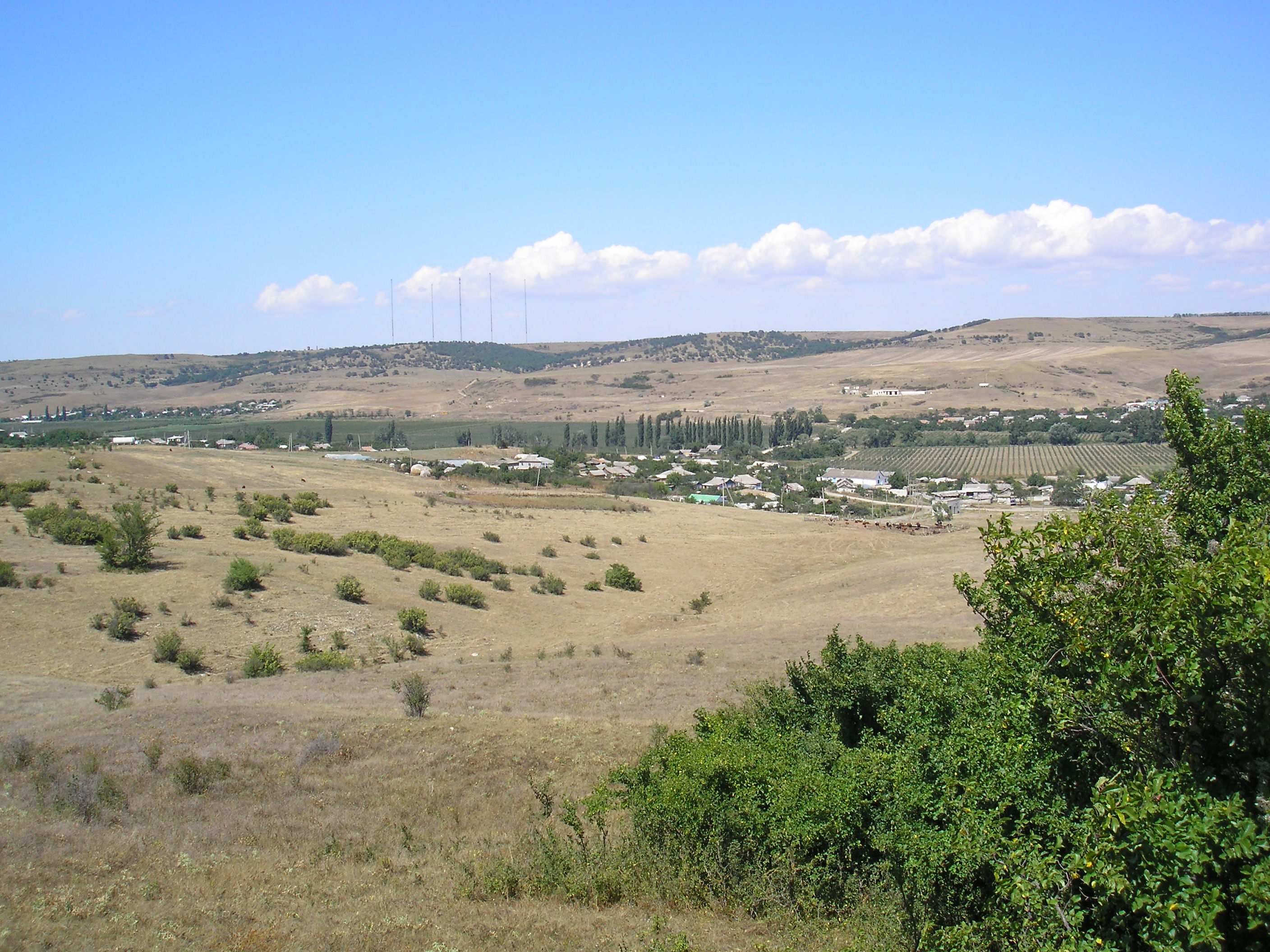

После земской реформы 1890 года деревню отнесли к Тав-Бадракской волости.
Согласно «…Памятной книжке Таврической губернии на 1892 год», в деревне, входившей в Биюк-Яшлавское сельское общество, было 103 жителя в 25 домохозяйствах на собственной земле, на верстовой карте 1892 года в деревне обозначено 20 дворов с крымскотатарским населением. По «…Памятной книжке Таврической губернии на 1902 год» в деревне числилось 122 жителя в 25 дворах, на общинной земле. В октябре 1906 года в деревне Ойсунки был построен мектеб (мектебе) — начальная мусульманская школа. По Статистическому справочнику Таврической губернии. Ч.II-я. Статистический очерк, выпуск шестой Симферопольский уезд, 1915 год, в деревне Ойсунки Тав-Бодракской волости Симферопольского уезда числилось 43 двора с татарским населением в количестве 173 человек приписных жителей" и 15 человек «посторонних». В общем владении было 300 десятин удобной земли. 39 дворов были с землёй, остальные безземельные. В хозяйствах имелось 40 лошадей, 10 волов, 20 коров, 15 телят и жеребят и 600 голов мелкого скота. и при ней в частном владении 2 хутора — Хатыдже Шарфе и А. М. Шапшала и 12 садов.
После установления в Крыму Советской власти, по постановлению Крымревкома от 8 января 1921 года была упразднена волостная система и село включили в состав вновь созданного Подгородне-Петровского района Симферопольского уезда, а в 1922 году уезды получили название округов. 11 октября 1923 года, согласно постановлению ВЦИК, в административное деление Крымской АССР были внесены изменения, в результате которых был ликвидирован Подгородне-Петровский район и образован Симферопольский и село включили в его состав. Согласно Списку населённых пунктов Крымской АССР по Всесоюзной переписи 17 декабря 1926 года, в селе Ойсинкой (Ойсунки) Азекского сельсовета Симферопольского района, числился 61 двор, из них 60 крестьянских, население составляло 251 человек (125 мужчин и 126 женщин). В национальном отношении учтено: 201 татарин, 31 русский, 15 караимов, 2 эстонца, действовала татарская школа (к 1940 году село, вместе с сельсоветом, уже состояло в Бахчисарайском районе). По данным всесоюзная перепись населения 1939 года в селе проживало 328 человек.
В 1944 году, после освобождения Крыма от фашистов, согласно Постановлению ГКО № 5859 от 11 мая 1944 года, 18 мая все крымские татары — это практически все жители Ойсунков, были выселены в Среднюю Азию, а 12 августа 1944 года было принято постановление № ГОКО-6372с «О переселении колхозников в районы Крыма» по которому в район планировалось переселить 6000 колхозников и в сентябре 1944 года в район приехали первые новосёлы (2146 семей) из Орловской и Брянской областей РСФСР, а в начале 1950-х годов последовала вторая волна переселенцев из различных областей Украины. С 25 июня 1946 года Ойсунки в составе Крымской области РСФСР. Указом Президиума Верховного Совета РСФСР от 18 мая 1948 года село Ойсунки было переименовано в Растущее. 26 апреля 1954 года Крымская область была передана из состава РСФСР в состав УССР. Когда Растущее переподчинили Плодовскому сельсовету пока не установлено: на 15 июня 1960 года село числилось в его составе, а на 1968 год — вновь в составе Почтовского. По данным переписи 1989 года в селе проживало 309 человек. С 12 февраля 1991 года село в восстановленной Крымской АССР, 26 февраля 1992 года переименованной в Автономную Республику Крым. С 21 марта 2014 года в составе Крыма аннексировано Россией.